# Licuala spinosa
Licuala spinosa é uma espécie de palmeira da família Arecaceae  e do gênero Licuala.
Conhecida popularmente como:Palmeira leque de espinho ou Licuala de manglar.
Essa palmeira é nativa das áreas úmidas do Sudeste da Ásia,cresce em touceiras,atingindo 3 a 5 metros de altura.